# Vol Faucett Perú 251
Le 29 février 1996, le vol Faucett Perú 251, un vol intérieur régulier, effectué par un Boeing 737-200 de la compagnie aérienne péruvienne Faucett Perú, reliant Lima à Tacna, avec une escale prévue à Arequipa, s'est écrasé alors qu'il terminait la première étape du vol, lors de l'approche vers l'aéroport Rodriguez Ballón d'Arequipa. 
Les 123 passagers et membres d'équipage à bord ont tous perdu la vie dans l'accident, ce qui en fait la catastrophe aérienne la plus meurtrière survenue sur le sol péruvien.

## Avion et équipage

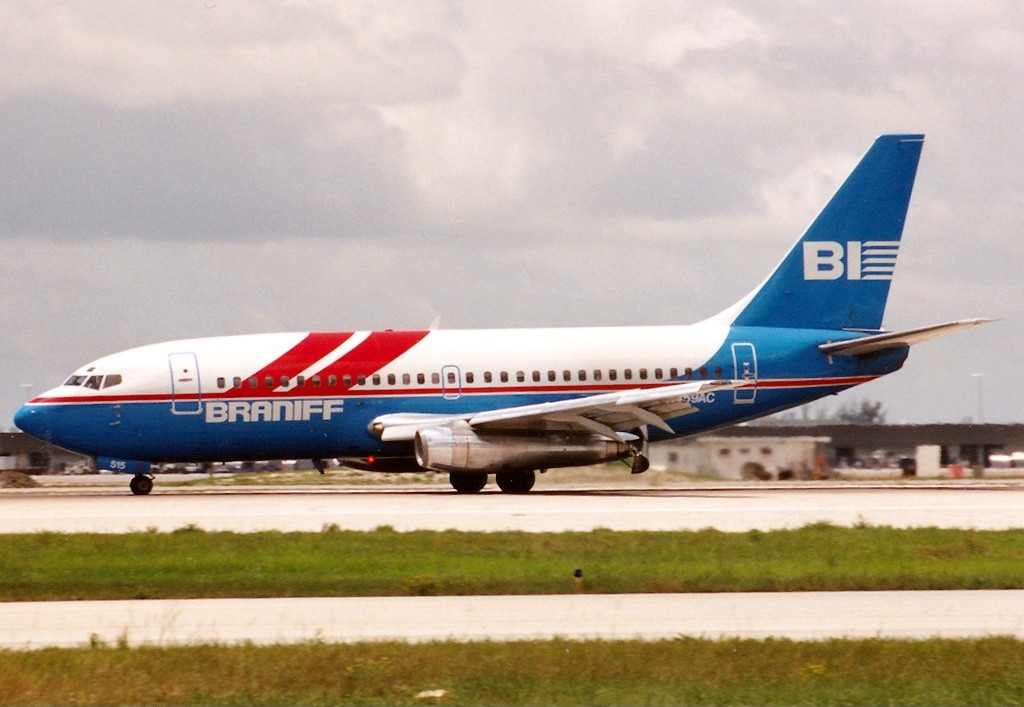
Le Boeing 737 impliqué dans l'accident, ici en juillet 1989, alors toujours en service pour Braniff Airways.

L'appareil impliqué était un Boeing 737-222 âgé de 27 ans, immatriculé OB-1451 (numéro de série 19072/86), qui a effectué son vol inaugural le 21 octobre 1968. Équipé de deux turboréacteurs, de type Pratt & Whitney JT8D-7B, il a commencé sa carrière commerciale le 28 octobre 1968, lorsqu'il a été livré neuf à United Airlines, avec comme immatriculation N9034U.
Il a ensuite été réimmatriculé N73714 le 14 juin 1971, lorsqu'Aloha Airlines en prit possession jusqu'à fin octobre 1980, date à laquelle il fut transféré à Air California (en), avec la même immatriculation. La compagnie aérienne a été rebaptisée AirCal en octobre 1981 et l'avion a été réimmatriculé N459AC. À la suite de l'absorption d'AirCal par American Airlines, l'avion a poursuivi sa carrière au sein de la compagnie jusqu'à ce que Braniff Airways le reçoive, avec la même immatriculation, le 2 mars 1989, avant d'être transféré à AL AC 2 Corp le 15 mai 1990.
Finalement, il a été livré à Faucett Perú le 15 juillet 1991 et immatriculé OB-1451. Lors de son dernier vol, il était piloté par le commandant de bord Juan Mayta Basurto et le copilote Julio Paz Castillo, tous deux étant correctement qualifiés pour piloter sur 737.

## Accident
En provenance de l'aéroport international Jorge-Chávez de Lima, le vol 251 était en approche, de type VOR/DME, vers la piste 09 de l'aéroport Rodriguez Ballón d'Arequipa, en pleine nuit, sous la pluie et le brouillard, avec des orages signalés dans la région.
L'équipage a reçu un réglage d'altimètre barométrique obsolète après avoir contourné le signal ILS de l'aéroport, les faisant voler à près de 1 000 pieds (300 m) plus bas que l'altitude à laquelle ils pensaient voler. En fait, ils avaient la fausse impression que l'avion volait à 9 500 pieds (2 900 m), alors qu'il était en fait à 8 640 pieds (2 630 m), soit environ 850 pieds (260 m) sous la pente de descente réglementaire pour cette approche. Les pilotes ont ensuite demandé que les lumières de la piste 09 soient éclairées, car ils ne pouvaient pas les apercevoir à cause de la mauvaise visibilité ; les contrôleurs aériens leur ont indiqué qu'ils étaient tous allumés.
Le 737 s'est écrasé dans des collines à 8 200 pieds (2 500 m) d'altitude (celle de l'aéroport est de 8 405 pieds (2 562 m)), à 20 h 25, environ 2 km de la piste d'atterrissage. La section arrière s'est rompue lors de l'impact, et la section principale du fuselage a continué à voler au-delà de la zone d'impact initial, avant de percuter le sommet d'une seconde colline. La section de queue est tombée dans une ravine située entre les deux crêtes.

## Victimes
| Nationalité | Passagers | Équipage | Total |
| ----------- | --------- | -------- | ----- |
| Pérou       | 77        | 6        | 83    |
| Chili       | 33        | 0        | 33    |
| Belgique    | 2         | 0        | 2     |
| Bolivie     | 2         | 0        | 2     |
| Canada      | 2         | 0        | 2     |
| Brésil      | 1         | 0        | 1     |
| Total       | 117       | 6        | 123   |

Les 123 personnes à bord de l'avion - 117 passagers et 6 membres de l'équipage - ont tous été tués sur le coup. Parmi les victimes de l'accident se trouvait Juan Lorenzo de Szyszlo (36 ans), deuxième fils du célèbre peintre péruvien Fernando de Szyszlo et de son épouse, la poétesse péruvienne Blanca Varela (en). Il avait la double citoyenneté américaine et péruvienne et se rendait à Arequipa pour y superviser une exposition des œuvres de son père.

## Enquête
L'enquête a été menée avec l'aide de représentants du Conseil national de la sécurité des transports (NTSB) et de la Federal Aviation Administration (FAA), ainsi que de Boeing et de Pratt & Whitney, qui sont tous arrivés sur les lieux le lendemain de l'accident. L'enregistreur de paramètres (FDR) et l'enregistreur phonique (CVR) de l'avion ont été récupérés dans l'épave et envoyés le 5 mars à Washington DC pour être analyser par le NTSB.
Alors que le FDR s'est avéré utilisable, la bande magnétique du CVR, partiellement brûlée et endommagée, était cassée au début, et seules des voix isolées en espagnol ont pu être entendues. Ces dernières avaient apparemment été enregistrées dans un hangar, probablement pendant des opérations de maintenance, et donc aucun enregistrement des dernières communications de l'équipage avant le crash n'a été effectué. La compagnie aérienne a affirmé avoir acquis le CVR en juillet 1995 et l'avoir entretenu à deux reprises peu de temps avant le crash (décembre 1995 et février 1996), mais le CVR n'avait pas été entretenu depuis six ans ; cela a été démontré dans son registre de maintenance que sa dernière ouverture remontée à décembre 1989.
L'enquête sur le crash du vol 251 a révélé que les pilotes n'ont pas respecté l'altitude minimale de descente requise pour l'approche sur l'aéroport d'Arequipa, ils ont également tenté de repérer visuellement la piste, alors qu'ils volaient dans des conditions de vol aux instruments, à basse altitude et dans une zone de relief.